# Pleurodema cinereum
Pleurodema cinereum là một loài ếch thuộc họ Leptodactylidae.
Loài này có ở Argentina, Bolivia, Peru, và có thể cả Chile.
Môi trường sống tự nhiên của chúng là vùng núi ẩm nhiệt đới hoặc cận nhiệt đới, đồng cỏ nhiệt đới hoặc cận nhiệt đới vùng đất cao, đầm nước ngọt, đầm nước ngọt có nước theo mùa, đất canh tác, và vùng đồng cỏ.